# 孤岛惊魂2 (电影)
《孤岛惊魂2》是2011年恐怖电影《孤岛惊魂》的续集，但在情节和人物上均与前作没有关系，于2013年1月26日上映，主打“尖叫”和“青春暴力”两大标签。
影片首周前两天票房为600万元，至2月10日累计1645万元。

## 演員
| 演員   | 角色      |
| 邓家佳 | 周晴/周喜 |
| 陈志朋 | 張來      |
| 魏玉海 |           |
| 高志列 |           |
| 张俊杰 |           |

## 外部連結
- 《孤岛惊魂2》 新浪網專題（页面存档备份，存于）（简体中文）
- 互联网电影数据库（IMDb）上《孤岛惊魂2》的资料（英文）
- 香港影庫上《孤岛惊魂2》的資料（繁體中文）
- 開眼電影網上《孤岛惊魂2》的資料（繁體中文）
- 时光网上《孤岛惊魂2》的資料（简体中文）
- 豆瓣电影上《孤岛惊魂2》的資料 （简体中文）